# Parafia św. Jerzego w Poznaniu
Parafia pw. Świętego Jerzego w Poznaniu – parafia rzymskokatolicka znajdująca się w archidiecezji poznańskiej w dekanacie Poznań-Jeżyce. 
Erygowana w 1988 roku. Mieści się przy ulicy Swoboda.

## Proboszczowie
- ks. prał. Stefan Komorowski (1988–2021), budowniczy kościoła
- ks. kan. Grzegorz Szafraniak (od 1 sierpnia 2021)[3]